# دير الجبراوي
قرية دير الجبراوي هي إحدى القرى التابعة لمركز أبنوب في محافظة أسيوط في جمهورية مصر العربية. حسب إحصاءات سنة 2006، بلغ إجمالي السكان في دير الجبراوي 3262 نسمة، منهم 1683 رجل و1579 امرأة.